# أراليا ريشية
{{صندوق معلومات كائن
| الاسم =  أراليا ريشية
| حالة الحفظ =  لا
| الصورة = 
| عرض الصورة = 
| التعليق = 
| النطاق =  حقيقيات النوى
| المملكة =  نباتات
| الفرع =  النباتات الجنينية
| القسم =  النباتات الوعائية
| الشعبة =  حقيقيات الأوراق
| الشعيبة =  البذريات
| الصف =  كاسيات البذور
| الطائفة =  ثنائيات الفلقة
| الصنف =  النجميانيات
| الطبقة =  النجمياوايات
| الرتبة =  الخيميات
| الرتيبة =  الخيماويات
| الفصيلة =  الأرالية
| الأسرة =  الأرالياوات
| القبيلة =  الأرالياوية
| الجنس =  الأراليا
| النوع =  أراليا ريشية
| الاسم العلمي =  Aralia plumosa
| واضع الاسم =  [[H.كارولوس لينيوسLi]]
| عام وضع الاسم =  1942
| ماهية التقسيم = 
| التقسيم = 
| خريطة الانتشار = 
| عرض خريطة الانتشار = 
| تعليق خريطة الانتشار = 
}}
أراليا ريشية (الاسم العلمي:Aralia plumosa) هي نوع من النباتات تتبع جنس الأراليا من الفصيلة الأرالية.